# Metriocnemus hygropetricus
Metriocnemus hygropetricus är en tvåvingeart som först beskrevs av Jean-Jacques Kieffer 1911.  Metriocnemus hygropetricus ingår i släktet Metriocnemus och familjen fjädermyggor.
Artens utbredningsområde är Grönland. Inga underarter finns listade i Catalogue of Life.